# Kathryn Woolard
Kathryn Ann Woolard (Wellsville, Nova Iorque, 1950) é professora de antropologia na Universidade da Califórnia, San Diego. Ela é especializada em antropologia linguística e concluiu o doutorado em antropologia pela Universidade da Califórnia em Berkeley.
Woolard atuou como presidente da Sociedade de Antropologia Linguística, uma seção da Associação Americana de Antropologia, de 2009 a 201.

## Pesquisas e publicações

### Interesses de pesquisa
Woolard é interessada em antropologia linguística, língua e etnia, bilinguismo, ideologia linguística e discurso político na Catalunha, Espanha e Estados Unidos.

### Visão geral da pesquisa
Woolard estuda as relações sociais e o uso da linguagem a partir de uma perspectiva antropológica, vendo a linguagem como uma ferramenta de comunicação, um meio de ação social e uma maneira de entender o mundo. A partir desse ponto de vista, as análises de Woolard podem ser enquadradas na sociolinguística crítica atual, pois seu trabalho integra a teoria sociolinguística e a teoria social. Nessa perspectiva, as ideias que indivíduos e grupos têm sobre linguagem e práticas linguísticas são entendidas como expressões de diferentes visões de sociedade e organização social. Outros acadêmicos associados à sociolinguística crítica incluem Pierre Bourdieu e Mikhail Bakhtin.[carece de fontes?]
Com base na investigação etnográfica, Woolard analisa o lugar da autoridade e da autenticidade na compreensão das pessoas sobre a linguagem e a ordem social, particularmente como esses conceitos são entendidos na Catalunha em relação às mudanças no projeto linguístico nacional e ao status do catalão e do castelhano na Catalunha contemporânea após trinta anos anos de autonomia política na Espanha. Em relação à cobertura midiática da Catalunha, Woolard explica como há uma tendência de a cobertura apontar para a língua e cultura distintas da Catalunha, para demonstrar o atraso no país. A pesquisa de Woolard analisa como a mídia não captura adequadamente a dinâmica linguística da identidade catalã ou o movimento de soberania, que ela aborda em seu livro, Singular and Plural: Ideologies of Linguistic Authority in 21st Century Catalonia, escrito em 2016.

### Singular and Plural: Ideologies of Linguistic Authority in Twenty-First Century Catanolia
Em Singular and Plural: Ideologies of Linguistic Authority in Twenty-First Century Catanolia, Woolard analisa a autoridade linguística e depois aplica essa análise à situação política da Catalunha. Através de uma série de estudos de caso, Woolard demonstra as mudanças nas práticas linguísticas catalãs, identidades e ideologia. Com a autonomia da Catalunha dentro da Espanha, as identidades ligadas à Catalunha e à língua catalã foram questionadas e deslocadas nas últimas décadas. Woolard pede aos antropólogos linguísticos que reconheçam a polarização da ideologia da linguagem, nacionalismo e cosmopolitismo em relação à política catalã. Woolard fornece uma estrutura a ser usada na análise das autoridades linguísticas e a aplica à política da linguagem na Catalunha. Ela então analisa como essa estrutura em geral poderia ser usada na análise de ideologias linguísticas em outros contextos. Woolard investiga as interseções entre linguagem e política a partir de sua pesquisa sobre como a linguagem adquire autoridade aos olhos do público. Ela demonstra que as ideologias de autenticidade e anonimato são sustentadas pelo naturalismo sociolinguístico. Ela argumenta que os falantes de catalão estão mudando para práticas linguísticas inovadoras que diferem das ideologias naturalistas. Woolard também analisa a cobertura dos Estados Unidos sobre a Catalunha e o retrato 'desequilibrado' da mídia. Woolard observa como a cobertura da mídia sobre linguagem e política é limitada pelo que ela chama de "mídia convencional e unionista espanhola". Posteriormente, o livro de Woolard ganhou o Prêmio de Livro Edward Sapir da Sociedade de Antropologia Linguística em 2017.

## Obras publicadas
- 1989. Double Talk: Bilingualism and the Politics of Ethnicity in Catalonia (em inglês). Stanford: Stanford University Press.[11]
- 1992. Identitat i contacte de llengües a Barcelona (em catalão). Barcelona: Edicions de la Magrana.[12]
- Bambi Schieffelin, Kathryn Woolard and Paul Kroskrity (eds). 1998. Language Ideologies: Practice and Theory (em inglês). Nova Iorque: Oxford University Press.[13]
- Susan Gal and Kathryn Woolard. 2001. Languages and Publics: The Making of Authority (em inglês). Manchester: St. Jerome Publishing.[14]
- 2016. Singular and Plural: Ideologies of Linguistic Authority in 21st Century Catalonia (em inglês). Oxford: Oxford University Press.[15]